# Tayloria novo-guinensis
Tayloria novo-guinensis là một loài rêu trong họ Splachnaceae. Loài này được E.B. Bartram mô tả khoa học đầu tiên năm 1942.